# HMS Tenedos (1812)
Pour les autres navires du même nom, voir HMS Tenedos.
Le HMS Tenedos est une frégate de 38 canons de classe Leda (en) en service dans la Royal Navy de 1812 à 1875.

## Histoire
La frégate de cinquième rang Tenedos est lancée à Chatham Dockyard le 11 avril 1812. 
En 1813, en compagnie de la Junon, elle prend en chasse l'USS Constitution, mais celle-ci s'enfuit et réussit à se réfugier à Marblehead.
En avril 1843, elle est transformée en ponton, avant d'être démolie 32 ans plus tard, le 20 mars 1875.